# Ľuboš Hajdúch
Ľuboš Hajdúch (Léva, 1980. március 6. –) szlovák válogatott labdarúgó.

## Mérkőzései a szlovák válogatottban
| #  | Dátum               | Ellenfél      | Eredmény | Kiírás              | Esemény |
| -- | ------------------- | ------------- | -------- | ------------------- | ------- |
| 1. | 2006. március 1.    | Franciaország | 2 – 1    | barátságos mérkőzés |         |
| 2. | 2006. május 20.     | Belgium       | 1 – 1    | barátságos mérkőzés | 45'     |
| 3. | 2006. augusztus 15. | Málta         | 3 – 0    | barátságos mérkőzés | 45'     |
| 4. | 2006. november 15.  | Bulgária      | 3 – 1    | barátságos mérkőzés | 45'     |
| 5. | 2007. október 16.   | Horvátország  | 0 – 3    | barátságos mérkőzés | 45'     |

## Sikerei, díjai
MFK Ružomberok:
- Szlovák labdarúgó-bajnokság: 2005–06